# Lluís Duch i Álvarez
Lluís Duch i Álvarez (Barcelona, 13 de setembre de 1936 - Monestir de Montserrat, 10 de novembre de 2018) fou un monjo benedictí i antropòleg català.
El 1961 ingressà al Monestir de Montserrat i des del 1963 en fou monjo. El 1973 es doctorà en teologia per la Universitat de Tubinga amb el professor Max Seckler; i després estudià a Münster/W. amb el professor Hans Blumenberg. Se'l considera un especialista en història de la cultura occidental en especial de l'antropologia. Professor de fenomenologia de la religió als instituts de teologia de Montserrat, Manresa i Tarragona i professor a la Facultat de Ciències de la Comunicació de la Universitat Autònoma de Barcelona, a la Facultat de Teologia de Catalunya, a l'Institut d'Humanitats de Barcelona, a la Bibliotheca Mystica et Philosophica Alois M. Hass (Universitat Pompeu Fabra), a l'Instituto de Antropología de la Universidad Nacional Autónoma de México i a l'Institut del Teatre. El 2011 va rebre la Creu de Sant Jordi i li va ser dedicat el llibre d'homenatge Emparaular el món: el pensament antropològic de Lluís Duch, a cura de Joan-Carles Mèlich, Ignasi Moreta i Amador Vega, amb motiu del seu 75è aniversari. Entre 2011 i 2018 fou membre del Consell Assessor per a la Diversitat Religiosa de la Generalitat de Catalunya. El 2014 es va defensar, a la Universitat de Girona, la primera tesi doctoral dedicada monogràficament al pensament de Lluís Duch, a càrrec d'Elies Ferrer.
Va morir el 10 de novembre de 2018.

## Obres
- Conceptes fonamentals d'antropologia i religió (a cura d'Ignasi Moreta, 2020). Barcelona: Fragmenta, ISBN 978-84-17796-16-7
- Conversa amb Lluís Duch. Religió, comunicació i política (d'Ignasi Moreta, 2019). Barcelona: Fragmenta, ISBN 978-84-15518-99-0
- Sortida del laberint (2018). Barcelona: Fragmenta, ISBN 978-84-15518-94-5
- L'exili de Déu (2017). Barcelona: Fragmenta, ISBN 978-84-15518-70-9
- Religión y política (2014). Barcelona: Fragmenta, ISBN 978-84-92416-83-7
- Religió i comunicació (2010). Barcelona: Fragmenta, ISBN 978-84-92416-32-5
- La crisi de la transmissió de la fe (2007): Fundació Joan Maragall, ISBN 978-84-661-2028-9
- Un extraño en nuestra casa (2006). Barcelona: Herder Editorial
- Algunes interpretacions del cristianisme (2004). Barcelona: Espai Obert DL
- Ambigüitats de l'amor (2004). Barcelona: Publicacions de l'Abadia de Montserrat
- Antropología de la religión (2001). Barcelona: Herder Editorial
- Jesucrist, el nostre contemporani (2001). Barcelona: Publicacions de l'Abadia de Montserrat
- Antropologia de la vida quotidiana 2.2. Ambigüitats de l'amor (2004, junt amb Joan Carles Mèlich). Barcelona:Publicacions de l'Abadia de Montserrat
- Antropología de la vida cotidiana 2.2. Escenarios de corporeidad (2002, junt amb Joan Carles Mèlich). Barcelona: Trotta
- Antropologia de la vida quotidiana 4.2. Armes espirituals i materials. Política  (2001). Barcelona: Publicacions de l'Abadia de Montserrat
- Antropologia de la vida quotidiana 4.1. Armes espirituals i materials. Religió (2001). Barcelona: Publicacions de l'Abadia de Montserrat
- Antropología de la vida cotidiana 1. Simbolismo y salud (1999). Barcelona: Trotta
- Antropologia de la religió (1997). Barcelona: Publicacions de l'Abadia de Montserrat
- Mircea Eliade. El retorn d'Ulisses a Ítaca (1983). Barcelona: Publicacions de l'Abadia de Montserrat
- De la religió a la religió popular (1980). Barcelona: Publicacions de l'Abadia de Montserrat
- Mort i esperança: la mort del Crist i la del cristià (1975), amb pròleg d'Evangelista Vilanova. Publicacions de l'Abadia de Montserrat, ISBN 84-7202-248-X